# Hydnophytum heterophyllum
Hydnophytum heterophyllum är en måreväxtart som beskrevs av Elmer Drew Merrill och Lily May Perry. Hydnophytum heterophyllum ingår i släktet Hydnophytum och familjen måreväxter. Inga underarter finns listade i Catalogue of Life.